# Canthonistis
Canthonistis is een geslacht van vlinders van de familie tastermotten (Gelechiidae).

## Soorten
- C. amphicarpa Meyrick, 1922
- C. xestocephala Diakonoff, 1967